# Drzewce (powiat gostyński)
Drzewce – wieś w Polsce położona w województwie wielkopolskim, w powiecie gostyńskim, w gminie Poniec.

## Historia
Miejscowość pierwotnie związana była z Wielkopolską. Ma metrykę średniowieczną i istnieje co najmniej od XIV wieku. Wymieniona pierwszy raz w dokumencie zapisanym po łacinie z 1399 jako Dzrewecz, 1410 (według kopii z 1555) Drzewcze, 1412 Drzewcze, 1427 Trzewcze, 1464 Drzewce.
Wieś była własnością rycerską należącą do lokalnej szlachty wielkopolskiej. W 1303 właścicielem we wsi miał być komes Dojazd jednak interpolowany dokument nie jest przez historyków uznawany za wiarygodny. W latach 1399–1430 należała do Sobka Wyskota zwany też Żytowieckim, którego odnotowały archiwalne dokumenty sądowe przy okazji jego sporów z sąsiadami o majętności. W XV-XVI wieku miejscowość należała do rodu Drzewieckich. W 1539 odbył się podział dóbr pomiędzy braćmi Drzewieckimi - Wojciechem, Janem oraz Bartłomiejem. Zachowany dokument opisał przy okazji miejscowość, okolicę oraz wymienił imiennie niektórych mieszkańców. 
W 1410 wieś należała do parafii Poniec. W 1469 leżała w powiecie kościańskim Korony Królestwa Polskiego.
Miejscowość odnotowały historyczne regesty podatkowe. W 1530 miał miejsce we wsi pobór z 3 łanów. W 1563 z 3 łanów oraz wiatraka dorocznego. W 1580 podatki pobrano z części Mikołaja Krzyckiego od 3 łanów, 4 zagrodników, 3 komorników oraz z 30 owiec. Natomiast z części należącej do Piotra Moraczewskiego pobrano podatek z 1,5 łana, 0,5 łana opuszczonego, 3 zagrodników, 20 owiec oraz wiatraka dorocznego. Pobór z majątku Marcina Drzewieckiego odnotowano z połowy łana, 2 zagrodników, komornika oraz połowy łana opuszczonego.

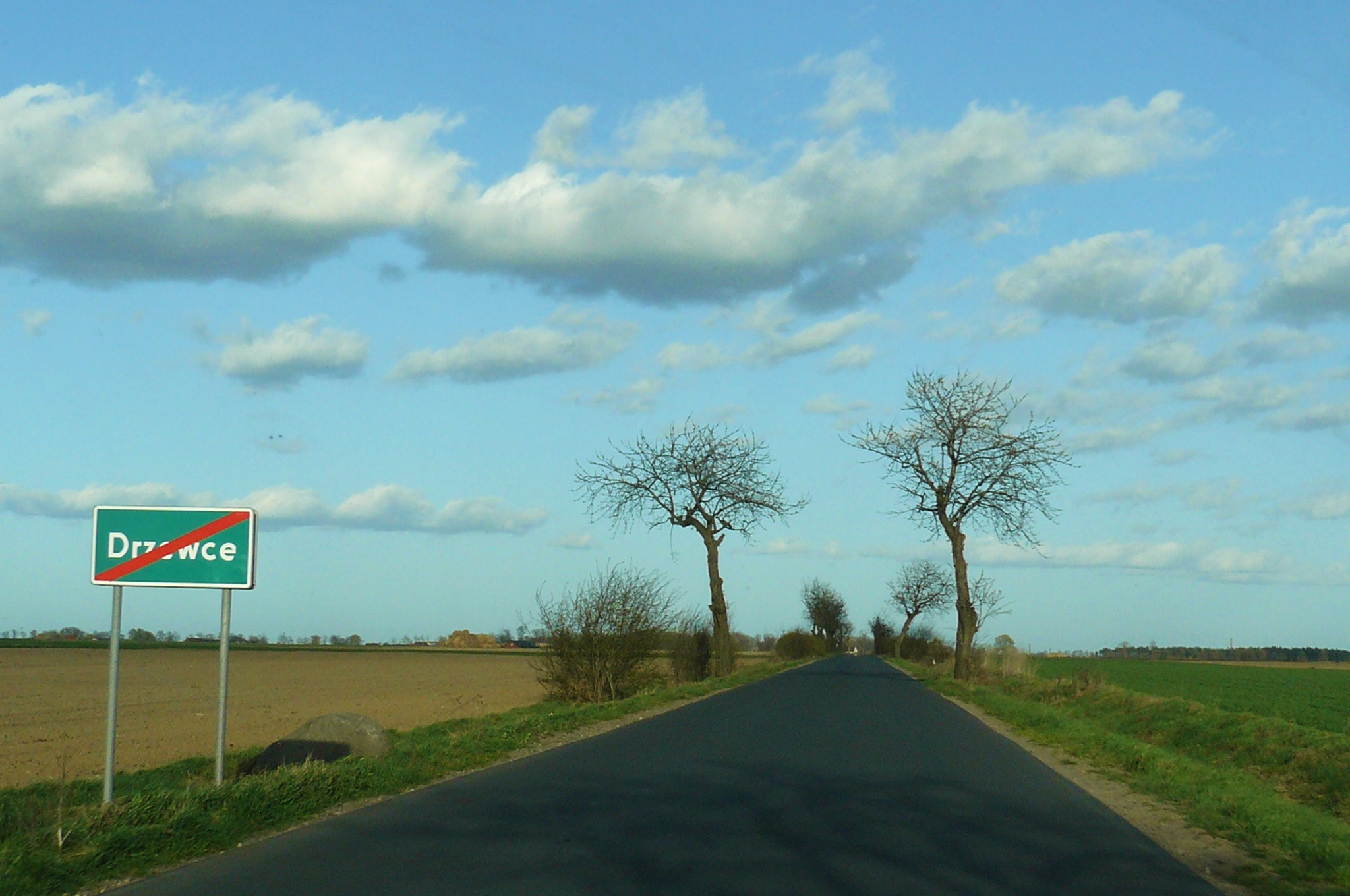
Krajobraz okolic Drzewiec

W wyniku II rozbioru Rzeczypospolitej w 1793, miejscowość przeszła w posiadanie Prus i jak cała Wielkopolska znalazła się w zaborze pruskim. W okresie Wielkiego Księstwa Poznańskiego (1815-1848) miejscowość należała do wsi większych w ówczesnym pruskim powiecie Kröben (krobskim) w rejencji poznańskiej. Drzewce należały do okręgu krobskiego tego powiatu i stanowiły siedzibę odrębnego majątku, którego właścicielem była wówczas (1846) Kunegunda Mycielska. Według spisu urzędowego z 1837 roku wieś liczyła 307 mieszkańców, którzy zamieszkiwali 26 dymów (domostw). W skład majątku Drzewce wchodziły także: Czarkowo (16 domów, 174 osoby), kolonia Franciszkowo (6 domów, 38 osób), karczma Glapa (2 domy, 11 osób) oraz polana leśna Wymysłowo (15 osób w jednym domu).
W początkach października 1831 we wsi przebywał Adam Mickiewicz (gościł u rodziny Mycielskich). W miejscowości stoi dwór z 1860, z pozostałościami po wcześniejszym założeniu. Otoczony parkiem o powierzchni 3,3 ha, w którym rosną okazałe jesiony. Dworowi towarzyszą: oficyna i budynek gospodarczy z 2. połowy XIX wieku.
Wieś rycerska, własność Jana Żółtowskiego, położona była w 1909 roku w powiecie gostyńskim rejencji poznańskiej w Wielkim Księstwie Poznańskim. Ostatnim właścicielem był pisarz i działacz społeczny Michał Żółtowski.
W latach 1975–1998 miejscowość należała administracyjnie do województwa leszczyńskiego.